# بيت زيد (الخبت)

تعديل مصدري - تعديل

بيت زيد هي إحدى قرى عزلة الواسطة بمديرية الخبت التابعة لمحافظة المحويت، بلغ تعداد سكانها 407 نسمة حسب تعداد اليمن لعام 2004.